# 5e Grammy Awards
De vijfde editie van de jaarlijkse uitreiking van de Grammy Awards vond plaats op 15 mei 1963 tijdens ceremonies die gelijktijdig werden gehouden in New York, Los Angeles en Chicago. De Grammy's werden echter alleen in New York uitgereikt.
De nadruk bij de Grammy's lag nog altijd bij populaire (pop) en klassieke muziek. Voor rock, R&B en country was nauwelijks plek; in elk van deze stijlen werd slechts één Grammy uitgereikt, terwijl aan klassieke muziek elf prijzen werden toegekend.
Het liedje "I Left My Heart in San Francisco" van Tony Bennett won drie Grammy's, in de categorieën Record of the Year, Best Solo Vocal Performance (Male) (beide voor Bennett) en Best Background Arrangement (voor arrangeur Marty Manning).
Voor Tony Bennett waren dit zijn eerste, en voor lange tijd ook zijn laatste, Grammy's. Pas in 1993 zou hij weer een onderscheiding ontvangen. In 2012 won hij zijn vijftiende en zestiende Grammy. Geen enkele andere winnaar heeft zo'n lange periode gekend (50 jaar) waarin hij of zij is onderscheiden.
Niemand won meer dan twee Grammy's. Naast Tony Bennett waren dat Vaughn Meader, Igor Stravinsky, Vladimir Horowitz en Peter, Paul & Mary.
Vaughn Meader was een Amerikaanse komiek en imitator die op het album "The First Family" een parodie had gemaakt op de toenmalige Amerikaanse president John F. Kennedy, zijn vrouw Jackie Kennedy en zijn familie. Het album verscheen in oktober 1962 en ging nog voor de kerst meer dan een miljoen keer over de toonbank. Uiteindelijk werden er 7,5 miljoen exemplaren van verkocht. Het was voor het eerst (en laatst) dat een comedy album de Grammy won voor "Album of the Year". Amper een jaar later, na de moord op Kennedy, werd het album haastig uit de handel genomen. Meader's carrière als Kennedy-imitator was in één klap voorbij.
Robert Goulet, de winnaar van de Best New Artist Grammy, was in 1962 doorgebroken dankzij zijn rol in de musical Camelot. Later zou hij ook succesvol zijn als filmacteur (o.a. in de komedie The Naked Gun 2½: The Smell of Fear in 1988).

## Winnaars

### Algemeen
- Record of the Year
  - "I Left My Heart in San Francisco" - Tony Bennett
- Album of the Year
  - "The First Family" - Vaughn Meader
- Song of the Year
  - Leslie Bricusse & Anthony Newley (componisten) voor "What Kind of Fool Am I?" (uitvoerende: Anthony Newley)
- Best New Artist
  - Robert Goulet

### Pop
- Best Solo Vocal Performance (zangeres)
  - "Ella Swings Brightly With Nelson" - Ella Fitzgerald
- Best Solo Vocal Performance (zanger)
  - "I Left My Heart in San Francisco" - Tony Bennett
- Best Pop Performance (duo/groep)
  - "If I Had A Hammer" - Peter, Paul and Mary
- Best Performance (koor)
  - "Presenting The New Christy Minstrels" - New Christy Minstrels
- Best Performance (dansorkest)
  - "Fly Me To The Moon Bossa Nova" - Joe Harnell
- Best Performance (orkest)
  - "The Colorfull Peter Nero" - Peter Nero
- Best Rock-'n-Roll Recording
  - "Alley Cat" - Bent Fabric

### R&B
- Best Rhythm 'n Blues Recording
  - "I Can't Stop Loving You" - Ray Charles

### Country
- Best Country and Western Recording
  - "Funny Way of Laughin'" - Burl Ives

### Klassieke muziek
Vetgedrukte namen ontvingen een Grammy. Overige uitvoerenden, zoals orkesten, solisten e.d., die niet in aanmerking kwamen voor een Grammy, staan in kleine letters vermeld.
- Best Classical Performance (orkest)
  - "Stravinsky: The Firebird Ballet" - Igor Stravinsky (dirigent)
  - The Columbia Symphony Orchestra, orkest
- Best Classical Performance (zanger(es))
  - "Götterdämmerung - Brunnhilde's Immolation Scene/Wesendonck Songs" - Eileen Farrell
  - The New York Philharmonic o.l.v. Leonard Bernstein
- Best Classical Performance (koor)
  - "Bach: St. Matthew Passion" - Otto Klemperer (dirigent), Wilhelm Pitz (koordirigent)
  - The Philharmonia Orchestra and Chorus, koor en orkest
- Best Classical Performance (instrumentale solist(en) met orkestbegeleiding)
  - "Stravinsky: Violin Concerto in D" - Isaac Stern
  - The Columbia Symphony Orchestra o.l.v. Igor Stravinsky
- Best Classical Performance (instrumentale solist(en) zonder orkestbegeleiding)
  - "Columbia Records Presents Vladimir Horowitz" - Vladimir Horowitz
- Best Classical Performance (kamermuziek)
  - "The Heifetz-Piatigorsky Concerts With Primrose, Pennario and Guests" - Jascha Heifetz, Gregor Pjatigorski & William Primrose
- Best Opera Recording
  - "Verdi: Aïda" - Georg Solti (dirigent)
  - Robert Merrill, Leontyne Price, Giorgio Tozzi & Jon Vickers (solisten); The Rome Opera House Orchestra, orkest
- Best Contemporary Composition (Beste eigentijdse [klassieke] compositie)
  - Igor Stravinsky (componist/dirigent) voor "Stravinsky: The Flood"
- Album of the Year
  - "Columbia Records Presents Vladimir Horowitz" - Vladimir Horowitz

### Kinderrepertoire
- Best Recording for Children
  - "Saint-Saëns: Carnival of the Animals/Britten: Young Person's Guide to the Orchestra" - Leonard Bernstein (dirigent)

### Comedy
- Best Comedy Recording
  - "The First Family" - Vaugh Meader

### Composing and Arranging (Compositie en Arrangementen)
- Best Instrumental Theme
  - Bobby Scott & Ric Marlow (componisten) voor "A Taste of Honey"
- Best Instrumental Arrangement
  - Henry Mancini (arrangeur) voor "Baby Elephant Walk"
- Best Background Arrangement (Beste arrangement voor begeleidende muziek in een stuk met zang)
  - Marty Manning (arrangeur) voor "I Left My Heart in San Francisco" (uitvoerende: Tony Bennett)

### Folk
- Best Folk Recording
  - "If I Had a Hammer" - Peter, Paul and Mary

### Gospel
- Best Gospel or Religious Recording
  - "Great Songs of Love and Faith" - Mahalia Jackson

### Jazz
- Best Jazz Performance (solist of groep met kleine bezetting)
  - "Desafinado" - Stan Getz
- Best Jazz Performance (grote bezetting)
  - "Adventures in Jazz" - Stan Kenton
- Best Original Jazz Composition
  - Vince Guaraldi (componist) voor "Cast Your Fate To The Wind" (uitvoerende: Vince Guaraldi Trio)

### Musical
- Best Original Cast Show Album
  - "No Strings" - Richard Rodgers (componist) & Original Cast

### Hoezen
- Best Album Cover (Classical) (Beste hoes van een klassiek album)
  - Marvin Schwartz (ontwerper) voor "The Intimate Bach" (uitvoerenden: Laurindo Almeida, Virginia Majewski & Vincent de Rosa)
- Best Album Cover (Non-Classical) (Beste hoes van een niet-klassiek album)
  - Robert M. Jones (ontwerper) voor "Lena...Lovely and Alive" (uitvoerende: Lena Horne)

### Production & Engineering (Productie & Techniek)
- Best Engineering Contribution (Non-Classical) (Beste technische bijdrage op een niet-klassiek album)
  - Al Schmitt (technicus) voor "Hatari!" (uitvoerende: Henry Mancini)
- Best Engineered Recording (Classical) (Beste techniek op een klassieke opname)
  - Lewis W. Layton (technicus) voor "Also Sprach Zarathustra" (uitvoerenden: Fritz Reiner & The Chicago Symphony Orchestra)
- Best Engineering Contribution - Novelty (Beste technische bijdrage aan een novelty opname)
  - Robert Fine (technicus) voor "The Civil War, Vol. 1" (uitvoerenden: Martin Gabel & Frederick Fennell)

### Gesproken Woord
- Best Documentary or Spoken Word Recording
  - "The Story-Teller: A Session with Charles Laughton" - Charles Laughton